# Henryk Dembiński
Pour les articles homonymes, voir Dembiński.
Henryk Dembiński armoiries Nieczuja, né le 16 janvier 1791 près de Stopnica et mort le 13 juin 1864 à Paris, est un général d'armée et ingénieur polonais issue de la grande noblesse polonaise.

## Biographie
Henryk Dembiński est le fils de Ignacy Dembiński (pl) (1753-1799), officier à la cour (Cześnik), maître de la chasse, membre du parlement, chambellan, et de la comtesse Marianna Moszyńska (pl).
Henryk Dembiński étudie à l'Académie d'ingénierie de Vienne entre 1806 et 1809. Il refuse en 1809 d'entrer comme officier dans l'armée autrichienne. Il est incorporé comme simple soldat dans un régiment polonais du Duché de Varsovie. En 1812, l'Empire français engage la Campagne de Russie avec ses alliés. Lieutenant, il est sur le champ de bataille de Smolensk et y est promu capitaine par Napoléon lui-même. Il prend part également à la bataille de Leipzig en 1813. Il retourne en Pologne en 1815 où il vit reclus.
Il est membre du parlement du royaume polonais au cours de l'année 1825. Au moment de l'Insurrection de novembre 1830, il prend fait et cause au mouvement de révolte. En août 1831, il est nommé lieutenant-général par le général Skrzynecki et durant une courte période, il sera commandant en chef des armées. Gouverneur militaire de Varsovie du 9 août jusqu'au 12 août 1831, il participera à la Bataille de Debe Wielkie et à la Bataille d'Ostrołęka (1831).
Le 11 août 1831, le chef suprême Jan Skrzynecki, qui n’a pu empêcher le regroupement des forces ennemies, est destitué, et remplacé par Henryk Dembiński, qui ne contrôle plus rien. Lié politiquement au camp conservateur, il met en place une politique anti-jacobine. Il devient un ennemi des leaders radicaux du soulèvement réunis au sein de la Société patriotique.

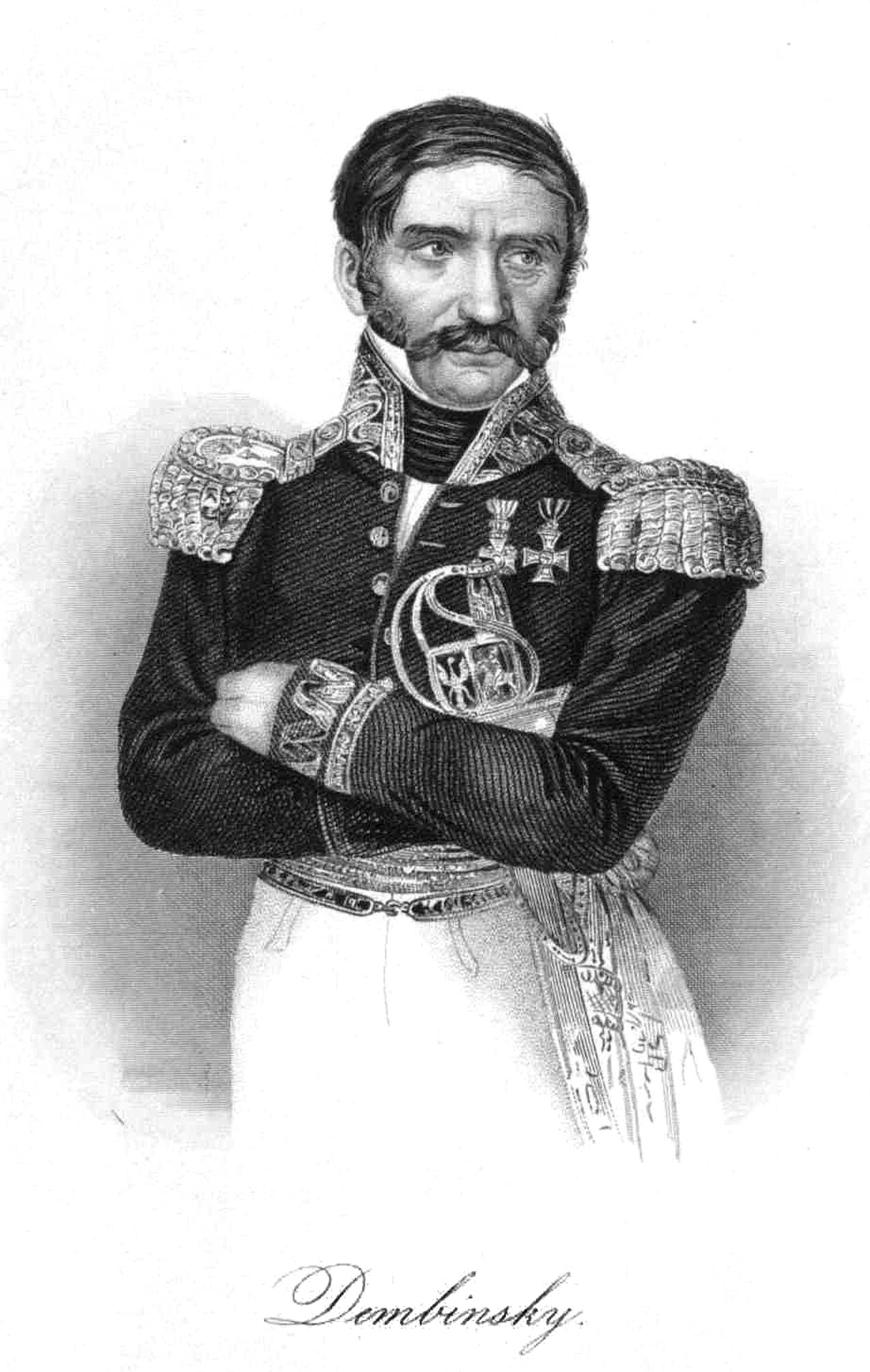
Gravure vers 1832.

Après la défaite il émigre en France, à Paris, où il côtoie Adam Jerzy Czartoryski, fondateur de l'Association littéraire des Amis de la Pologne. Il est appelé en 1843 par Méhémet Ali, vice-roi d'Égypte, pour réformer son armée, mais retourne rapidement en France. Lors du soulèvement hongrois, il propose ses services au gouvernement hongrois fin 1848, par l'intermédiaire du comte László Teleki. Il arrive en Hongrie le 11 janvier 1849. Il prend le commandement de l'armée hongroise du nord, puis est désigné comme chef d'état-major, général et chef de l'armée hongroise. La jalousie de certains dirigeants hongrois (en particulier Artúr Görgey), brisera son élan. Après les cuisantes défaites de Kápolna (en) et de Temesvár (en) face aux armées austro-russes, il démissionne de  l'armée hongroise. Il se rend en Turquie et entre, avec d'autres officiers polonais éminents, au service du sultan Mahmoud II. Il s'installe à Paris en juillet 1850 où il vit dans un grand isolement et y écrit ses Mémoires.

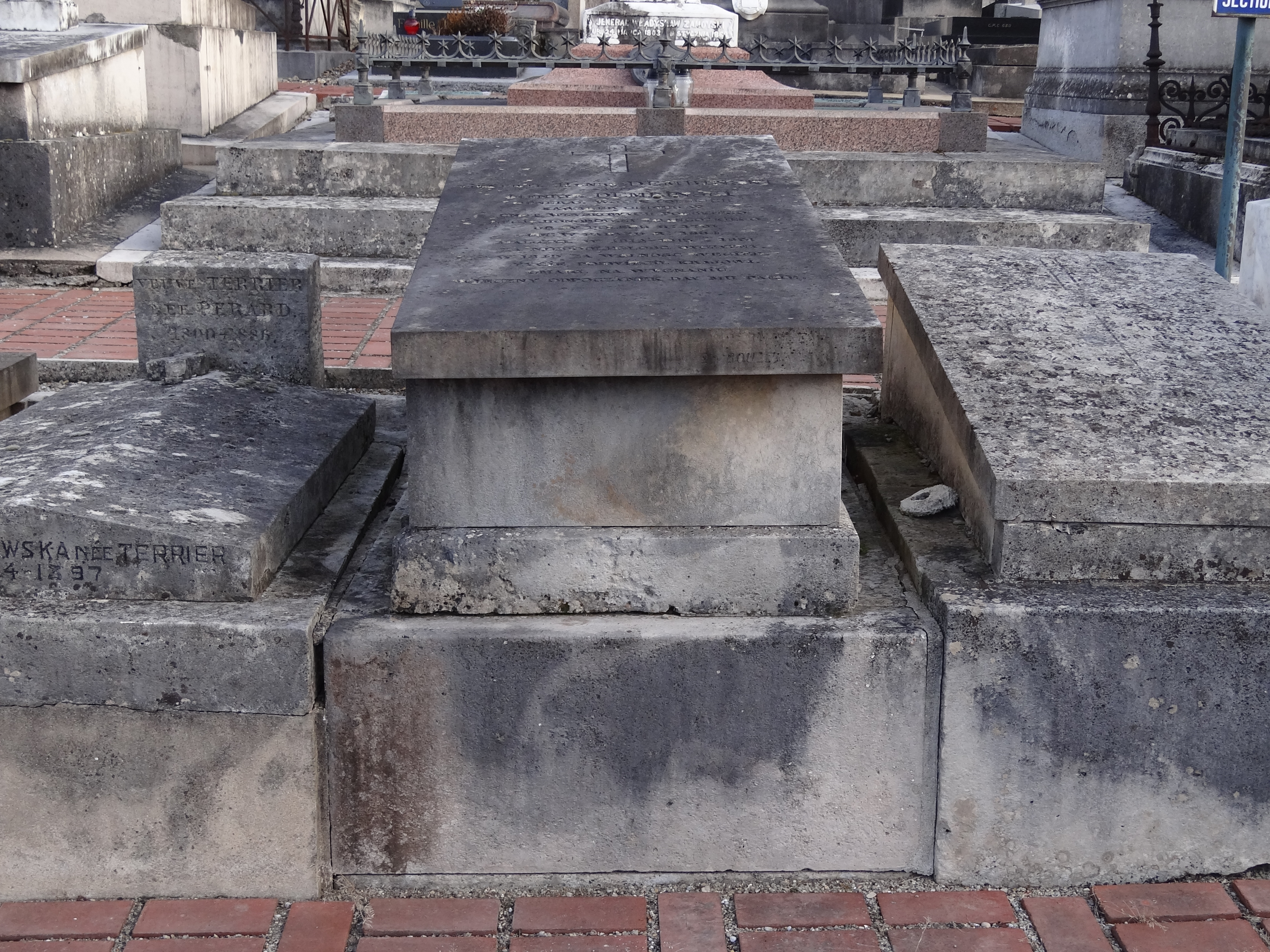
La tombe d'Henryk Dembiński au cimetière des Champeaux à Montmorency (Val-d'Oise).

Il y décède le 13 juin 1864 et est enterré au Cimetière des Champeaux de Montmorency.

## Anecdote

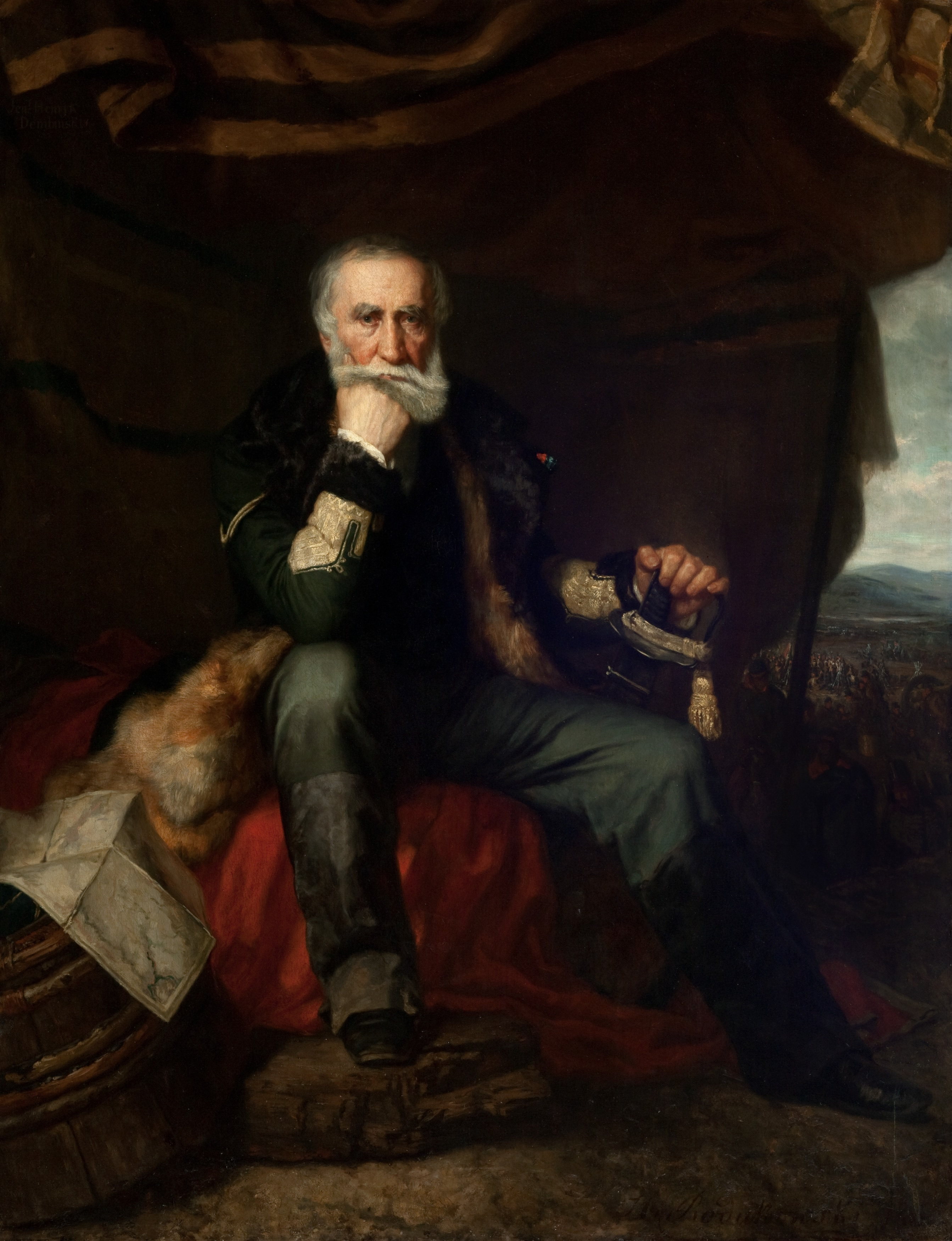
Portrait en 1852.

Mon Bien cher Jules.....j'ai voulu vous laisser au moins une petite preuve de ce que je vous dois, pour ce que vous avez fait pour sauver mes jours ou ma liberté, lorsqu'à la bataille de Szegedin vous êtes descendu de cheval pour me l'offrir et m'avez en quelque sorte forcé à le monter à votre place de celui que l'infanterie ennemie avait tué sous moi..... Je vous prie de garder ce papier et partout dans tels lieux où vous pourriez rencontrer quelque ami à moi....., montrez-lui cette lettre pour qu'il sache que ce qu'il fera pour vous, j'en serai reconnaissant comme s'il l'avait fait pour moi-même ou pour un de mes fils.
Lettre en français du général Dembiński, adressé à son compagnon le commandant Jules Burchard-Bélaváry, datée de Choumla, 11 mars 1850.